# Barbrogruppen
Barbrogruppen (i vissa källor kallad Grupp Barbro) är beteckningen på en hemlig grupp som påstås ha varit verksam i Sverige åtminstone under början av 1970-talet. Den lär på privat initiativ ha ägnat sig åt övervakning och kartläggning av narkomaner och langare, samt personer som de uppfattade som "rikets fiender". Det finns ingen officiell bekräftelse att gruppen existerat eller vilken roll den kan ha haft.
Gruppen nämns i journalisten Åke Ortmarks bok Maktens redskap, som publicerades 1971. Han uppgav att gruppen var en del av en större rörelse med flera olika inofficiella grupper som ägnade sig åt övervakning och kartläggning av personer. Dåvarande chefen för Säkerhetspolisen Hans Holmér ansåg att gruppen inte fanns i den form som den beskrevs i Ortmarks bok. Ortmark själv skrev i boken att "De ledande polismännen har bedömts som tillförlitligare källor än gruppmedlemmarna" och han drog slutsatsen att Säkerhetspolisen inte hade någon "illegal" del.
Gruppen uppmärksammades åter år 2015 genom memoarboken Spionjägaren del 2 av Olof Frånstedt, som var chef för Säkerhetspolisens kontraspionage vid tiden för publicerandet av Ortmarks bok. Han nämner där att han blivit uppsökt  av "Barbro" i början av 1975. Hon berättade om "gruppen" och överlämnade en "rapport" på några A4 sidor, vilket inte föranledde fler kontakter. Enligt Frånstedt hade Barbro kontakt med Klas Wikland, chefen för underrättelseorganisationen GBU:s operativa avdelning.
Gruppens namn har senare figurerat i konspirationsteorier om bland annat mordet på Olof Palme och som en del av en svensk stay-behind rörelse, det vill säga en organiserad, tränande, men vilande motståndsrörelse i händelse av krig.